# Deus otiosus
Deus otiosus („untätiger Gott“, „müßiger Gott“, „neutraler Gott“ oder „verborgener Gott“) ist ein theologisches Konzept, das den Glauben an einen Schöpfergott beschreibt, der sich jedoch nach der Erschaffung der Welt zurückzieht und nicht mehr in die Entwicklung seiner Schöpfung eingreift.
Dieses Konzept ist ein zentrales Merkmal des Deismus.